# Vytautas Straižys
Vytautas Pranciškus Straižys (* 20. August 1936 in Utena; † 19. Dezember 2021 in Vilnius) war ein litauischer Astronom, korrespondierendes Mitglied der Litauischen Akademie der Wissenschaften und Forschungsleiter des Instituts für Theoretische Physik und Astronomie der Universität Vilnius. Im Jahr 2002 wurde der Asteroid (68730) Straizys nach ihm benannt.

## Biographie
Seine Forscherkarriere begann für Vytautas Pranciškus Straižys mit einem Physikstudium an der Universität Vilnius. Bereits 1957 konnte er, noch als Student, seine erste Veröffentlichung vorweisen. Seine Studium schloss er 1962 ab, seine Doktorarbeit trug den Titel „Mehrfarbige Photometrische Systeme“. In den Jahren 1962 bis 1965 entwickelte er zusammen mit Kazimeras Zdanavičius das siebenfarbige Vilnius Photometric System, das innerhalb kurzer Zeit eine weltweite Anerkennung fand. 1977 initiierte er die Veröffentlichung des “Bulletin of the Vilnius Astronomical Observatory”
und später die Herausgabe des Wissenschaftsjournals Baltic Astronomy wo er als deren Chefredakteur fungierte; das Journal wurde 2017 in Open Astronomy umbenannt. Seine Produktivität auf dem Gebiet der Astronomie beweisen mehr als 500 Artikel und weitere Veröffentlichungen. Ab 1967 war er bis 2003 als Abteilungsleiter an der Litauischen Akademie der Wissenschaften für die Abteilung Astrophysik am Institut für Physik und Mathematik, dem heutigen Institut für Theoretische Physik und Astronomie der Universität Vilinius, zuständig. In dieser Zeit war er auch für den Aufbau des Astronomischen Observatoriums Moletai und des Maidanak-Observatoriums in Usbekistan zuständig.
Aufgrund seiner großen Erfahrung im Bereich der Astrophotometrie war er Teil des Vorbereitungsteams der Gaia-Mission der ESA und später Leiter deren Arbeitsgruppe Sternklassifizierung.